# La última lágrima
La última lágrima (título original en inglés: Teardrop)es una historia de fantasía de sirenas del 2013. Una novela romántica escrita por la escritora estadounidense Lauren Kate, publicado el 22 de octubre de 2013 en los Estados Unidos.

## Reseña
Una sola lágrima de amor puede cambiar el destino del mundo, y de su corazón.
Existe una antigua leyenda, hoy casi olvidada, que habla de una joven cuyas lágrimas de desamor hundieron un continente entero. La madre de Eureka Boudreaux impuso una regla desde hacía ya muchos años. Pero su madre se ha ido. A donde Eureka va está Ander, el chico pálido y rubio que parece saber cosas que no debería sobre Eureka y le dice que corre mucho peligro.
Ahora Eureka tiene en sus manos un libro que cuenta esa fascinante historia: lo ha heredado de su madre, que desapareció arrollada por una ola gigantesca. Poco a poco, a través de sus páginas, descubrirá que las coincidencias entre su vida y la leyenda son demasiadas para ser fruto del azar. Además, la inesperada llegada de Ander, el extraño chico de ojos turquesa que huele a mar y lo sabe todo sobre ella, le enseñará que las casualidades raramente existen y que su llanto tiene un poder tan inmenso que puede incluso cambiar el curso de la humanidad.
Con diecisiete años de edad, Eureka sobrevivió al accidente de coche que mató a su madre arqueóloga, la muerte de ella la deja física y emocionalmente mal. Después del accidente, Eureka deja el equipo de cross-country donde ella era capitana, dejando atrás el deporte que más ama, se va a vivir con su padre y su madrastra, esperando que la relación de ella y su padre mejorara después de la muerte de su madre, pero no fue así, se tornó algo fría y distante, pero a pesar del ambiente tenso y frío en su nuevo hogar, hay cierta conformidad, debido a que a pesar de que ella y su madrastra no se llevan bien ama a sus hermanos, unos mellizos que adora con todo su ser. Eureka también se debate entre nuevos sentimientos, entre su mejor amigo de la infancia llamado Brooks y Ander, el chico que no deja de seguirla a donde vaya, con la aparición de Ander la relación de Eureka y Brooks se va haciendo cada vez más tensa y distante. 
Eureka tiene un conjunto único de problemas. No sólo tiene que lidiar con su madrastra Rhoda, quien es dominante y estricta, si no también la terapeuta que la impuesto, debido a un intento de suicidio, para después agregarle una antigua maldición que ha estado en su familia por muchos años. Eureka hereda un libro con un lenguaje extraño y muerto, una piedra extraña y un medallón oxidado, son todo lo que la madre de Eureka le dejó cuando murió. Ahora Ella debe averiguar qué significa todo esto, pero nadie puede ayudarla a encontrar una solución a su problema, excepto ese extraño chico con la piel luminiscente que parece surgir solo cuando Eureka se encuentra en problemas.

## Personajes
- Eureka Boudreaux

Eureka es la protagonista de la historia, ella perdió a su madre en un terrible accidente donde milagrosamente sobrevivió, ella es muy atleta y posee una condición física muy bien trabajada ya que pertenecía al club deportivo de su escuela, ella es rubia y luce un bronceado perfecto, su vida cambia cuando Ander aparece, extrañas cosas pasan alrededor de ella cuando ese chico de ojos azules entra en escena, ella pertenece a un linaje de mujeres con una extraña maldición por un desamor descrito en un libro que le dejó su madre antes de morir. Eureka nunca, nunca debe llorar, porque si lo hace sería la pérdida de la humanidad, solo con una gota de una lágrima, acabaría con medio mundo.
- Ander

Ander es un chico que oculta su vida tras las sombras, él está ligado a Eureka de una manera inusual, él ha pasado su vida vigilando y viendo crecer a Eureka, debido a una misión por parte de su familia, una familia que su único objetivo es matar al linaje que pertenece Eureka; Ander tiene la misión de destruir a la próxima heredera de ese linaje, pero al pasar los años, Ander se fue percatando de sus sentimientos hacia Eureka, por lo que ahora los planes los ha cambiado, y protegerá a Eureka de su poderosa familia. 
- Noha Brooks

Brooks es el mejor amigo de la infancia de Eureka, ellos pasan la mayor parte de sus veranos juntos, Brooks es un chico que siempre ha estado al pendiente de Eureka, ya que en el fondo siente algo muy especial por ella, sentimiento que ha reprimido por años, pero a la llegada de Ander todo se complica, la relación entre él y Eureka se hace más distante y fría. Un acontecimiento cambiará por completo la situación sentimental de ambos.
- Cat

Cat, la mejor amiga de Eureka y la que mejor la entiende (después de Brooks), ella es muy distinta a Eureka, es bastante coqueta y muy divertida, ella es descrita también como algo imprudente, pero la compañía de Cat hace que la vida de Eureka sea más tranquila y "estable" y disfruta mucho de su compañía, ella será de gran apoyo para Eureka después de encontrar el libro de su madre.

## Secuelas
El segundo libro llamado La última lágrima: atlántida fue lanzado el 28 de octubre de 2014, antes de que este libro fuera lanzado, se publicó una edición de bolsillo llamado Last Day of Love, publicado el 10 de diciembre del 2013, esta edición de bolsillo no se encuentra en español. Hasta el momento la historia de Eureka sigue inconclusa, pero Lauren Kate ha dicho que planea seguir y darle una conclusión en forma de trilogía, pero por lo pronto descansará un poco con respecto a este proyecto aún inconcluso.

## Crítica
Con una gracia poco común, Lauren Kate se las arregla para acoplar la intriga y el romance sobrenatural con algo que es muy grave que es el suicidio. Parte lírica, ficción contemporánea y parte romance paranormal, este trabajo nos traslada al mito de la Atlántida para adaptarse ahora a la modernidad. Dicho por Erin Spencer de School Library Journal.
En esta parte de la serie, Kate siembra la semilla durante varios títulos llenos de magia, acción y romance. El ajuste de Luisiana se presta a la humedad adecuada opresiva para una historia dominada por el agua en todas sus formas cambiantes. Romance y misterio, los lectores podrán disfrutar de la suave previsibilidad de los muchos giros de la trama, con una historia de fondo prometedora y una descripción atmosférica da una ALTA DEMANDA de historia de fondo: esperemos una gran comercialización y una campaña de publicidad para la autora más vendida del #1 del New York Times de la saga Fallen (Oscuros). Dicho Debbie Cartón de BookList.
"Muy bien escrita" con "Una emotiva historia con un toque místico. Solo. Léelo". Es el "Principio del comienzo de algo épico" de adolescentes "Con una imagen de Luisiana atmosférica, y un personaje central complejo, Eureka, está lleno de romance, magia negra y peligro. Un romance paranormal de suspenso e intrigante, Teardrop concluye en una situación tensa y sin aliento que dejará muchos de los fans de Lauren Kate ansiosos de la próxima entrega ". Si amas la saga de Fallen, se les caerá la cabeza sobre los talones en esta nueva saga épica. -Opinión del primer libro y la edición de bolsillo.